# Infinity Ward
Infinity Ward – amerykańskie studio produkujące gry komputerowe, założone w 2002 roku przez Granta Colliera i Vince’a Zampellę. Jego członkami początkowo było 22 pracowników studia 2015, Inc. (autorów gry Medal of Honor: Allied Assault), skonfliktowanego z Electronic Arts. 30 października 2003 roku Infinity Ward zostało przejęte przez Activision.
Studio, którego zarządcami byli do 2010 roku Vince Zampella i Jason West, wyprodukowało na zlecenie Activision siedem gier z serii Call of Duty (Call of Duty, Call of Duty 2, Call of Duty 4: Modern Warfare, Call of Duty: Modern Warfare 2, Call of Duty: Modern Warfare 3, Call of Duty: Ghosts) i "Call of Duty: Modern Warfare 2019", które przyniosły wysokie zyski wydawcy i były wielokrotnie nagradzane przez organizacje branżowe. Gry te zmieniły oblicze gatunku first-person shooterów, ustanawiając kanon intensywnych walk, w których gracz współdziałał z kierowanymi przez komputer sojusznikami.
Kryzys studia przypadł na marzec 2010 roku, gdy studio opuścili Zampella i West w wyniku konfliktu z szefostwem Activision. Pociągnęło to za sobą masowe zwolnienia, w wyniku czego Infinity Ward utraciło swoje znaczenie. Uchodźcy ze studia założyli nową spółkę, Respawn Entertainment. Infinity Ward jednak zostało zrekonstruowane.

## Geneza studia
Infinity Ward ma swój początek w studiu 2015, Inc. W reżyserii Vince’a Zampelli wyprodukowało ono w 2002 roku grę Medal of Honor: Allied Assault. Gra, osadzona w realiach II wojny światowej, wyróżniała się spośród wcześniejszych gier z gatunku first-person shooter w tej scenerii. W odróżnieniu od poprzedników symulowała prawdziwe bitwy historyczne z filmowym rozmachem, aczkolwiek bez specjalnego realizmu w rozgrywce. Medal of Honor: Allied Assault otrzymała nagrodę dla komputerowej gry akcji roku według Akademii Sztuk i Nauk Interkatywnych (AIAS) oraz wyróżnienia za udźwiękowienie.
Po wydaniu Allied Assault twórcy gry popadli w konflikt z jej wydawcą, Electronic Arts. W obawie przed ograniczeniem swobody twórczej 22 pracowników 2015, Inc. opuściło spółkę i założyło w maju 2002 roku nowe studio – Infinity Ward. Jego założycielami byli Vince Zampella i Grant Collier.

## Działalność

### Call of Duty(2003)
21 maja 2002 roku Infinity Ward podpisało długoterminowy kontrakt z przedsiębiorstwem Activision, które przejęło 30% akcji spółki, zyskując też możliwość wykupienia kolejnych 70%. Kontrakt obejmował produkcję gry komputerowej Call of Duty, którą Activision po raz pierwszy zapowiedziało 8 kwietnia 2003 roku. Stanowisko głównego projektanta gry objął Zied Rieke, a reżyserem został Ken Turner. W zamierzeniu twórców Call of Duty miała się wyróżniać pełnymi rozmachu scenami batalistycznymi i realistycznymi animacjami. Opowiadała ona o losach trzech żołnierzy: amerykańskiego, brytyjskiego i radzieckiego, walczących na różnych frontach II wojny światowej. Do jej tworzenia wykorzystano zmodyfikowany silnik Quake III engine, oferujący technologię T&L i system realistycznego zadawania obrażeń oraz zaawansowaną sztuczną inteligencję.
Call of Duty, wydana 29 października 2003 roku na komputery osobiste, odmieniła oblicze gatunku first-person shooterów: w każdej misji gracz współpracował z sojusznikami kierowanymi przez komputer. Narracja gry posłużyła tu do oddania ogólnego obrazu wojny. Realizacja techniczna była wysokiej jakości jak na owe czasy, a misje – zróżnicowane i intensywne. Call of Duty otrzymała trzy nagrody AIAS w kategoriach: gra roku, komputerowa gra roku i komputerowa gra akcji roku oraz tytuł gry roku według Brytyjskiej Akademii Sztuk Filmowych i Telewizyjnych (BAFTA). Dzień po wydaniu gry Infinity Ward sprzedało pozostałe 70% akcji Activision.

### Call of Duty 2(2005)
Sukces pierwszej części serii Call of Duty spowodował prace nad jej kontynuacją. Budżet kolejnej gry z serii, Call of Duty 2, wyniósł 14,5 miliona dolarów amerykańskich, a liczba pracowników studia zwiększyła się z 25 do 75. Druga gra wyprodukowana przez Infinity Ward również była osadzona w realiach II wojny światowej. Opowiadała losy czterech żołnierzy z wojsk radzieckich, brytyjskich i amerykańskich, walczących w latach 1941–1945 na frontach wojennych. Starszym projektantem gry został Zied Rieke. Gra została dostosowana do wymagań siódmej generacji gier komputerowych poprzez stworzenie własnego silnika IW engine, który obsługiwał efekty takie jak mapowanie normalnych, metoda energetyczna i shadery. Poprawiono też animacje postaci i wprowadzono zaawansowane efekty cząsteczkowe, takie jak dym i płomienie. Na potrzeby gry napisano 20 tysięcy dialogów, a w celu nadania wiarygodności wydarzeniom w grze twórcy zatrudnili doradców wojskowych. 
Call of Duty 2 ukazała się 25 października 2005 roku na komputery osobiste i konsolę Xbox 360. Podobnie jak poprzednia gra Infinity Ward, większą wagę przykładała do stylu opowiadania historii niż do realizmu. W tej grze wprowadzono istniejące już w grze Halo 2 automatyczne leczenie postaci, zastępując nim system apteczek. Call of Duty 2 otrzymała nagrodę Spike TV dla najlepszej gry wojskowej i osiągnęła sukces komercyjny – do listopada 2006 roku sprzedano 1,4 miliona jej egzemplarzy, a dodatkowa zawartość do pobrania przyniosła Activision zyski w wysokości miliona dolarów amerykańskich.

### Call of Duty 4: Modern Warfare(2007)
Początkowo Infinity Ward zamierzało podjąć prace nad trzecią częścią serii, jednak produkcję Call of Duty 3 zlecono studiu Treyarch. W tej sytuacji pracownicy Infinity Ward zaczęli pracować nad czwartą grą z serii, zwaną Call of Duty 4: Modern Warfare. Jej tworzenie zaczęło się zaraz po Call of Duty 2 i długo studio nie ujawniało szczegółów dotyczących projektu. Dopiero 25 kwietnia 2007 roku Activision poinformowało branżę, że nowe dzieło Infinity Ward będzie osadzone w realiach współczesnych; później Vince Zampella twierdził, że wydawca gry wcale nie chciał zmiany scenerii wojennej. Głównym projektantem gry został Todd Alderman. W trakcie prac nad Call of Duty 4: Modern Warfare stworzono nową wersję silnika IW engine, który oferował między innymi dynamiczne oświetlenie i cienie oraz efekty HDR.
Call of Duty 4 ukazała się 5 listopada 2007 roku na komputery osobiste, PlayStation 3, Xboksa 360 i Nintendo DS. W niej chaotyczną kampanię z poprzednich części serii, pokazującą wojnę z różnych punktów widzenia, zastąpiono spójną fabułą koncentrującą się na fikcyjnej wojnie domowej w Rosji. Przebudowie uległ tryb gry wieloosobowej, który oparto na punktach doświadczenia – wraz ze zdobywaniem kolejnych poziomów gracz otrzymywał nowe rodzaje broni. Wespół z nowoczesną oprawą graficzną przyczyniło się to do sukcesu gry. Call of Duty 4 otrzymała między innymi po trzy nagrody AIAS i BAFTA oraz dwie od Spike TV. Gra odniosła również sukces komercyjny: jej sprzedaż do maja 2009 roku wyniosła 13 milionów egzemplarzy, a płatny pakiet map na konsolę Xbox 360 pobrano milion razy.

### Call of Duty: Modern Warfare 2(2009)
8 lipca 2008 roku Infinity Ward podpisało renegocjację kontraktu z Activision, na mocy której wydawca przejął pełną kontrolę nad zapowiadaną kolejną grą studia. Została ona zapowiedziana 1 sierpnia przez nowego szefa Activision, Bobby’ego Koticka. 16 września potwierdzono, że szóstą część Call of Duty (piątą, pod tytułem Call of Duty: World at War, wyprodukował Treyarch) będzie tworzyć Infinity Ward. Ponownie stanowisko głównego projektanta objął Todd Alderman, a reżyserem gry został Jason West. Call of Duty: Modern Warfare 2, podobnie jak poprzednik, była osadzona w niedalekiej przyszłości i przedstawiała międzynarodowy konflikt między Stanami Zjednoczonymi a Rosją. Gracz przejmował w niej kontrolę nad członkiem elitarnej jednostki specjalnej. Zmodyfikowany silnik IW engine pozwalał w niej na dynamiczne zachowanie sztucznej inteligencji, które nie było już kierowane skryptami misji.
Modern Warfare 2 została wydana 10 listopada 2009 roku na komputery osobiste, PlayStation 3, Xboksa 360 i Nintendo DS. Była najbardziej kontrowersyjną grą studia – skrajne emocje wywołał etap masakry cywili na lotnisku, jak również nawiązania do zasady „don’t ask, don’t tell” i homofobiczny filmik promujący grę. Mimo to gra otrzymała nagrodę AIAS dla gry akcji roku, a do czerwca 2010 roku jej sprzedaż wyniosła 20 milionów kopii, co przyniosło wydawcy zyski w wysokości ponad miliarda dolarów amerykańskich.

### Kryzys studia (2010–2011)
Dziennikarz Travis Fahs z portalu IGN, podsumowując dokonania serii Call of Duty, stwierdził, że dążenie do zysku zarówno Infinity Ward, jak i Activision musiało doprowadzić do konfliktu między obiema spółkami. Ten konflikt miał podłoże w zwolnieniu Vince’a Zampelli i Jasona Westa, głównych pracowników studia, przez prezesa Activision Bobby’ego Koticka dnia 1 marca 2010 roku. Wydał on oświadczenie, w którym jako powód zwolnienia zarządców studia podał złamanie kontraktu i niesubordynację. Zdaniem Leigh Alexander ze strony Gamasutra, postępowanie wobec Infinity Ward było kolejną cyniczną zagrywką Koticka, który po słabszych zyskach z serii gier Guitar Hero zwolnił jej producentów. 4 marca Zampella i West złożyli pozew do sądu przeciwko Activision, oskarżając z kolei tę spółkę o postępowanie niezgodne z kontraktem i niewypłacenie wynagrodzenia za sukces Modern Warfare 2. Oskarżyciele zażądali 36 milionów dolarów odszkodowania. W odpowiedzi Activision 9 kwietnia również pozwało byłych pracowników studia do sądu, co skłoniło Zampellę i Westa do zawarcia 11 kwietnia umowy z Electronic Arts w sprawie utworzenia nowego studia, Respawn Entertainment.
Odejście Zampelli i Westa zapoczątkowało wypowiedzenia umowy przez innych pracowników studia. 6 kwietnia Infinity Ward opuściło kolejnych dwóch pracowników: Todd Alderman i Francesco Gigliotti. Tydzień potem umowę o pracę wypowiedzieli trzej kolejni zatrudnieni w studiu – Joe Shiring, Mackey McCandish i Bruce Ferriz. Kolejne zwolnienia objęły Steve’a Fukudę, Zieda Rieke, Chrisa Cherubiniego, Rayme'a Visiona, Marka Grigsby'ego i Paula Messerly. Do 6 maja 2010 roku Infinity Ward opuściło 35 zatrudnionych. Mimo to studio wciąż posiadało około 100 pracowników; tymczasowe kierownictwo nad spółką objęli Steve Pearce i Steve Ackrich. Część byłych pracowników studia dołączyła do Respawn Entertainment.
27 kwietnia 2010 roku 38 byłych i nadal zatrudnionych pracowników Infinity Ward pozwało Activision do sądu, żądając odszkodowania w wysokości od 75 do 125 milionów dolarów. W wyniku tego do dymisji podał się jeden z szefów Activision, Mark Griffith. Pojawiły się spekulacje, że studio może zostać zamknięte. Jednak 19 listopada 2010 roku prezes przedsiębiorstwa Vivendi Jean-Bernard Levy ogłosił, że skład Infinity Ward został uzupełniony, aczkolwiek głównym producentem serii Call of Duty stał się Treyarch z grą Call of Duty: Black Ops. Trwały natomiast batalie sądowe między Activision a Electronic Arts, spowodowane roszczeniami pierwszego z przedsiębiorstw wobec Zampelli i Westa. Ostatecznie sprawa zakończyła się ugodą pomiędzy Activision a Westem i Zampellą.

### Call of Duty: Modern Warfare 3(2011)
Infinity Ward po zrekonstruowaniu studia podjęło współpracę ze spółkami Sledgehammer Games i Raven Software w celu stworzenia kolejnej gry z serii, Call of Duty: Modern Warfare 3. Kontynuowała ona wątki z poprzednich części podserii Modern Warfare. Jej premiera w wersji na komputery osobiste oraz konsole Xbox 360, PlayStation 3, Wii i Nintendo DS miała miejsce 8 listopada 2011 roku. Modern Warfare 3 w ciągu pięciu dni od daty wydania przyniosła wydawcy zyski w wysokości 775 milionów dolarów amerykańskich.

### Call of Duty: Ghosts(2013)
Infinity Ward wraz ze studiami Raven Software oraz Neversoft stworzyło kolejną odsłonę serii, Call of Duty: Ghosts. Gra zrywa z uniwersum podserii Modern Warfare i wprowadza nowy świat oraz całkowicie nowych bohaterów. Akcja dzieje się w 2033 roku, a kraje Ameryki Południowej tworzą sojusz, by przejąć władzę nad światem.

### Call of Duty: Infinite Warfare(2016)
Kolejna odsłona pojawiła się 4 listopada 2016 roku. Dostępna była na komputerach stacjonarnych, PlayStation 4 oraz Xbox One. Akcja rozgrywa się w nowym uniwersum z nowymi postaciami i nowymi możliwościami. Tym razem gracz wciela się w postać Reyesa, pilota Tier 1 Special Operations i wraz ze swoją załogą musi powstrzymać organizację Settlement Defense Front.

## Odbiór
Gry Infinity Ward zdobywały na ogół wysokie oceny recenzentów. Według agregatora GameRankings gry studia osiągnęły średnią ocen oscylującą wokół 90%:
- Call of Duty – 91,7% (komputery osobiste)[88]
- Call of Duty 2 – 89,8% (Xbox 360)[89]
- Call of Duty 4: Modern Warfare – 94,1% (Xbox 360)[90]
- Call of Duty: Modern Warfare 2 – 93,4% (Xbox 360)[91]
- Call of Duty: Modern Warfare 3 – 88,8% (Xbox 360)[92]
- Call of Duty: Ghosts - 73% (Xbox 360)[93]
- Call of Duty: Infinite Warfare - 73% (komputery osobiste)[94]

Infinity Ward wespół z Treyarch przyczyniło się do wielkiego sukcesu komercyjnego serii, dzięki której Activision zarobiło 3 miliardy dolarów do listopada 2009 roku. W roku 2008 studio znalazło się na 2. miejscu na liście najlepszych producentów gier według amerykańskiego pisma „Game Developer”. W tym samym roku brytyjskie czasopismo „Develop” umieściło spółkę na 5. miejscu w zestawieniu 100 producentów gier, których produkty osiągnęły największą sprzedaż w Wielkiej Brytanii. 